# Jupi
Pour l'organisation politique de jeunesse, voir Junge Piraten.
Jupi est une municipalité brésilienne située dans l'État du Pernambouc.